# Терзійсько (Ловецька область)
Терзі́йсько (болг. Терзийско) — село в Ловецькій області Болгарії. Входить до складу общини Троян.

## Населення
За даними перепису населення 2011 року у селі проживали 326 осіб, з них 324 особи (99,7%) — болгари.
Розподіл населення за віком у 2011 році:
Динаміка населення: